# تتسو میزوتوری
تتسو میزوتوری (انگلیسی: Tetsuo Mizutori; ۲۵ دسامبر ۱۹۳۸ – ۱۴ ژوئیهٔ ۲۰۱۰) صداپیشگی در ژاپن، و بازیگر اهل ژاپن بود. وی بین سال‌های ۱۹۶۸ تا ۲۰۱۰ میلادی فعالیت می‌کرد.